# Penguin Land
Penguin Land, conocido como Doki Doki Penguin Land Uchū Daibōken (どきどきペンギンランド宇宙大冒険 lit. "Pingüino del Porrazo Terrenal: La gran Aventura del Espacio Exterior"?) en Japón, es un videojuego de Sega Master System y es el segundo juego de la Serie Doki Doki Penguin Land. En este juego, dónde usted juega como un pingüino, debe ir a través de un escenario de plataformas y lógica, tratando de guiar a su huevo alrededor de los osos polares, las rocas y otros peligros hasta el final de la etapa. El juego cuenta con un total de 50 etapas y un editor de niveles que puede salvar hasta 15 niveles adicionales. Los datos del editor de niveles se almacenan en la memoria del juego alimentada por batería.
- Datos: Q1974863